# Grotta Rising Star
Rising Star è una grotta e un sito archeologico dove sono stati ritrovati fossili di ominidi della specie Homo naledi, che si trova a circa 3 chilometri dal sito sudafricano di fossili ominidi di Sterkfontein, e circa 45 km a nord-nordovest di Johannesburg, Sudafrica, e fa parte dell'area patrimonio dell'umanità nota come Culla dell'umanità.

## Storia
Nell'ottobre 2013, Berger ha incaricato il geologo Pedro Boshoff di studiare i sistemi di grotte nella Culla dell'umanità con il preciso scopo di scoprire più siti fossili di ominidi. Gli speleologi Rick Hunter e Steven Tucker hanno scoperto fossili di ominidi in un'area precedentemente inesplorata del sistema di grotte Rising Star/Westminster a cui è stata assegnata la designazione del sito UW-101. Nel novembre 2013, Berger ha guidato una spedizione congiunta dell'Università del Witwatersrand e della National Geographic Society al sistema di grotte della stella nascente vicino a Swartkrans. In sole tre settimane di scavo, il team internazionale di sei donne di scienziati speleologici avanzati (K. Lindsay Eaves, Marina Elliott, Elen Feuerriegel, Alia Gurtov, Hannah Morris e Becca Peixotto), scelti per le loro abilità paleoantropologiche e speleologiche, a causa della loro piccola statura, hanno recuperato oltre 1.200 esemplari di una specie di ominidi fossili attualmente non identificata.
Nel settembre 2015, Berger, in collaborazione con National Geographic, ha annunciato la scoperta di una nuova specie di parente umano, denominata Homo naledi, da UW-101. Più sorprendentemente, oltre a far luce sulle origini e sulla diversità del nostro genere, Homo naledi sembra anche aver depositato intenzionalmente i corpi dei suoi morti in una remota camera della caverna, un comportamento precedentemente ritenuto limitato agli esseri umani. Negli ultimi giorni della spedizione della Stella nascente, gli speleologi Rick Hunter e Steven Tucker hanno scoperto materiale fossile di ominidi aggiuntivo in un'altra parte del sistema di grotte. Gli scavi preliminari in questo sito, designato UW-102, sono iniziati e hanno prodotto il proprio materiale fossile di ominidi completo. Non è noto quale sia la relazione tra i siti UW-101 e UW-102.